# ریچی هاوتین
ریچارد (ریچی) هاوتین (به انگلیسی: Richard (Richie) Hawtin) (زادهٔ ۴ ژوئن ۱۹۷۰) یک موسیقی‌دان الکترونیک و دی‌جی انگلیسی - کانادایی است. او در اوایل دههٔ ۱۹۹۰ نقش مهمی در شکل‌گیری موج دوّم دیترویت تکنو داشت.